# Troodos

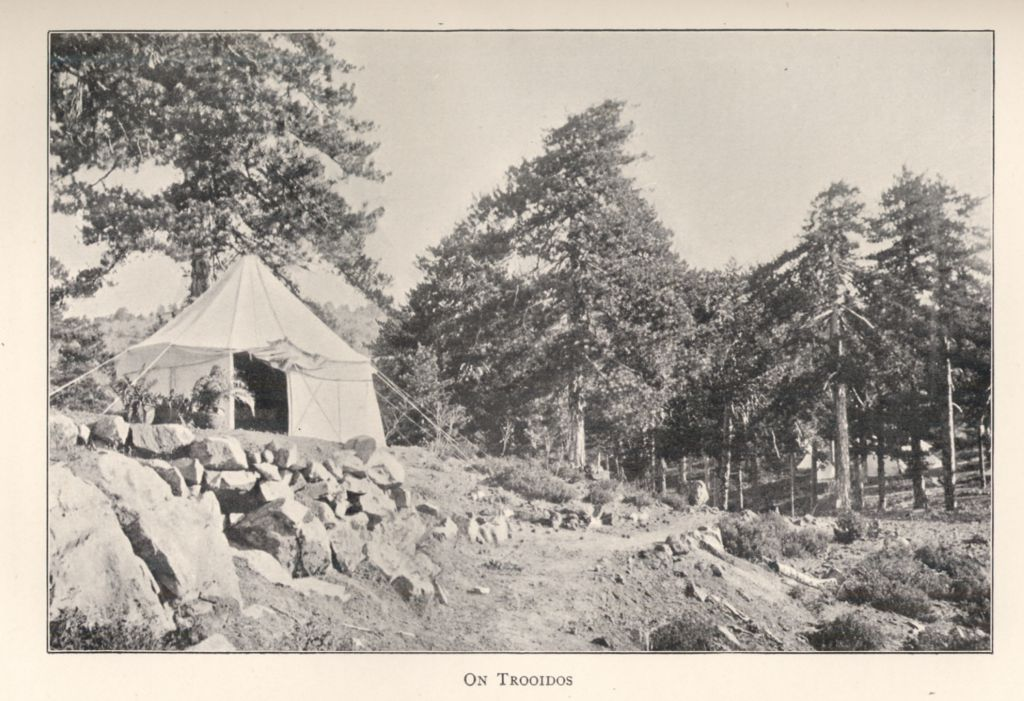
Imagine reprezentând un loc de camping din Munţii Troodos, anul 1900.

Troodos (greacă: Τρόοδος [ˈtɾooðos]; turcă: Trodos Dağları; este cel mai mare lanț montan din Cipru, situat chiar în centrul insulei. 
Zona a fost cunoscută încă din perioade antice pentru minele sale, iar în perioada bizantină a devenit un important centru pentru arta bizantină, deoarece bisericile și mânăstirile erau construite aici în munți, departe de zonele de coasă, pline de pericole.

## Climat
| Date climatice pentru Prodromos din Munții Troödos, elevație: 1380 m (Vedere satelit) | Date climatice pentru Prodromos din Munții Troödos, elevație: 1380 m (Vedere satelit) | Date climatice pentru Prodromos din Munții Troödos, elevație: 1380 m (Vedere satelit) | Date climatice pentru Prodromos din Munții Troödos, elevație: 1380 m (Vedere satelit) | Date climatice pentru Prodromos din Munții Troödos, elevație: 1380 m (Vedere satelit) | Date climatice pentru Prodromos din Munții Troödos, elevație: 1380 m (Vedere satelit) | Date climatice pentru Prodromos din Munții Troödos, elevație: 1380 m (Vedere satelit) | Date climatice pentru Prodromos din Munții Troödos, elevație: 1380 m (Vedere satelit) | Date climatice pentru Prodromos din Munții Troödos, elevație: 1380 m (Vedere satelit) | Date climatice pentru Prodromos din Munții Troödos, elevație: 1380 m (Vedere satelit) | Date climatice pentru Prodromos din Munții Troödos, elevație: 1380 m (Vedere satelit) | Date climatice pentru Prodromos din Munții Troödos, elevație: 1380 m (Vedere satelit) | Date climatice pentru Prodromos din Munții Troödos, elevație: 1380 m (Vedere satelit) | Date climatice pentru Prodromos din Munții Troödos, elevație: 1380 m (Vedere satelit) |
| Luna                                                                                  | Ian                                                                                   | Feb                                                                                   | Mar                                                                                   | Apr                                                                                   | Mai                                                                                   | Iun                                                                                   | Iul                                                                                   | Aug                                                                                   | Sep                                                                                   | Oct                                                                                   | Nov                                                                                   | Dec                                                                                   | Anual                                                                                 |
| ------------------------------------------------------------------------------------- | ------------------------------------------------------------------------------------- | ------------------------------------------------------------------------------------- | ------------------------------------------------------------------------------------- | ------------------------------------------------------------------------------------- | ------------------------------------------------------------------------------------- | ------------------------------------------------------------------------------------- | ------------------------------------------------------------------------------------- | ------------------------------------------------------------------------------------- | ------------------------------------------------------------------------------------- | ------------------------------------------------------------------------------------- | ------------------------------------------------------------------------------------- | ------------------------------------------------------------------------------------- | ------------------------------------------------------------------------------------- |
| Maxima medie °C (°F)                                                                  | 6.3 (43,3)                                                                            | 6.6 (43,9)                                                                            | 10.3 (50,5)                                                                           | 15.1 (59,2)                                                                           | 20.5 (68,9)                                                                           | 25.0 (77)                                                                             | 28.1 (82,6)                                                                           | 27.9 (82,2)                                                                           | 24.4 (75,9)                                                                           | 19.6 (67,3)                                                                           | 12.8 (55)                                                                             | 8.0 (46,4)                                                                            | 17,1 (62,8)                                                                           |
| Media zilnică °C (°F)                                                                 | 3.5 (38,3)                                                                            | 3.5 (38,3)                                                                            | 6.6 (43,9)                                                                            | 10.7 (51,3)                                                                           | 15.8 (60,4)                                                                           | 20.1 (68,2)                                                                           | 23.3 (73,9)                                                                           | 23.1 (73,6)                                                                           | 19.6 (67,3)                                                                           | 15.4 (59,7)                                                                           | 9.5 (49,1)                                                                            | 5.3 (41,5)                                                                            | 13,0 (55,4)                                                                           |
| Minima medie °C (°F)                                                                  | 0.7 (33,3)                                                                            | 0.3 (32,5)                                                                            | 2.8 (37)                                                                              | 6.3 (43,3)                                                                            | 11.1 (52)                                                                             | 15.2 (59,4)                                                                           | 18.4 (65,1)                                                                           | 18.2 (64,8)                                                                           | 14.9 (58,8)                                                                           | 11.3 (52,3)                                                                           | 6.2 (43,2)                                                                            | 2.5 (36,5)                                                                            | 9,0 (48,2)                                                                            |
| Precipitații mm (inches)                                                              | 133.4 (5.252)                                                                         | 123.6 (4.866)                                                                         | 82.3 (3.24)                                                                           | 56.9 (2.24)                                                                           | 26.0 (1.024)                                                                          | 40.0 (1.575)                                                                          | 12.1 (0.476)                                                                          | 10.0 (0.394)                                                                          | 9.5 (0.374)                                                                           | 24.0 (0.945)                                                                          | 102.5 (4.035)                                                                         | 169.7 (6.681)                                                                         | 790,1 (31,106)                                                                        |
| Nr. de zile cu precipitații (≥ 1 mm)                                                  | 12.4                                                                                  | 11.2                                                                                  | 9.8                                                                                   | 6.7                                                                                   | 3.7                                                                                   | 2.1                                                                                   | 0.7                                                                                   | 0.7                                                                                   | 1.4                                                                                   | 3.5                                                                                   | 7.4                                                                                   | 11.2                                                                                  | 70,7                                                                                  |
| Ore însorite                                                                          | 130.2                                                                                 | 150.8                                                                                 | 195.3                                                                                 | 231.0                                                                                 | 275.9                                                                                 | 315.0                                                                                 | 328.6                                                                                 | 310.0                                                                                 | 255.0                                                                                 | 220.1                                                                                 | 165.0                                                                                 | 136.4                                                                                 | 2.713,3                                                                               |
| Sursă: Meteorological Service (Cirpu)                                                 |                                                                                       |                                                                                       |                                                                                       |                                                                                       |                                                                                       |                                                                                       |                                                                                       |                                                                                       |                                                                                       |                                                                                       |                                                                                       |                                                                                       |                                                                                       |